# ساعت بیست‌وچهار ساعته
ساعت بیست و چهار ساعته نوعی قرارداد جهت نمایش زمان در طول شبانه روز است که نمایش زمان در طول یک روز را از نیمه شب تا نیمه شب بعد از آن با استفاده از یک ساعت که به بیست چهار ساعت تقسیم گردیده است نمایش می‌دهد که این از ساعت صفر آغاز و به ساعت ۲۳ ختم می‌شود.

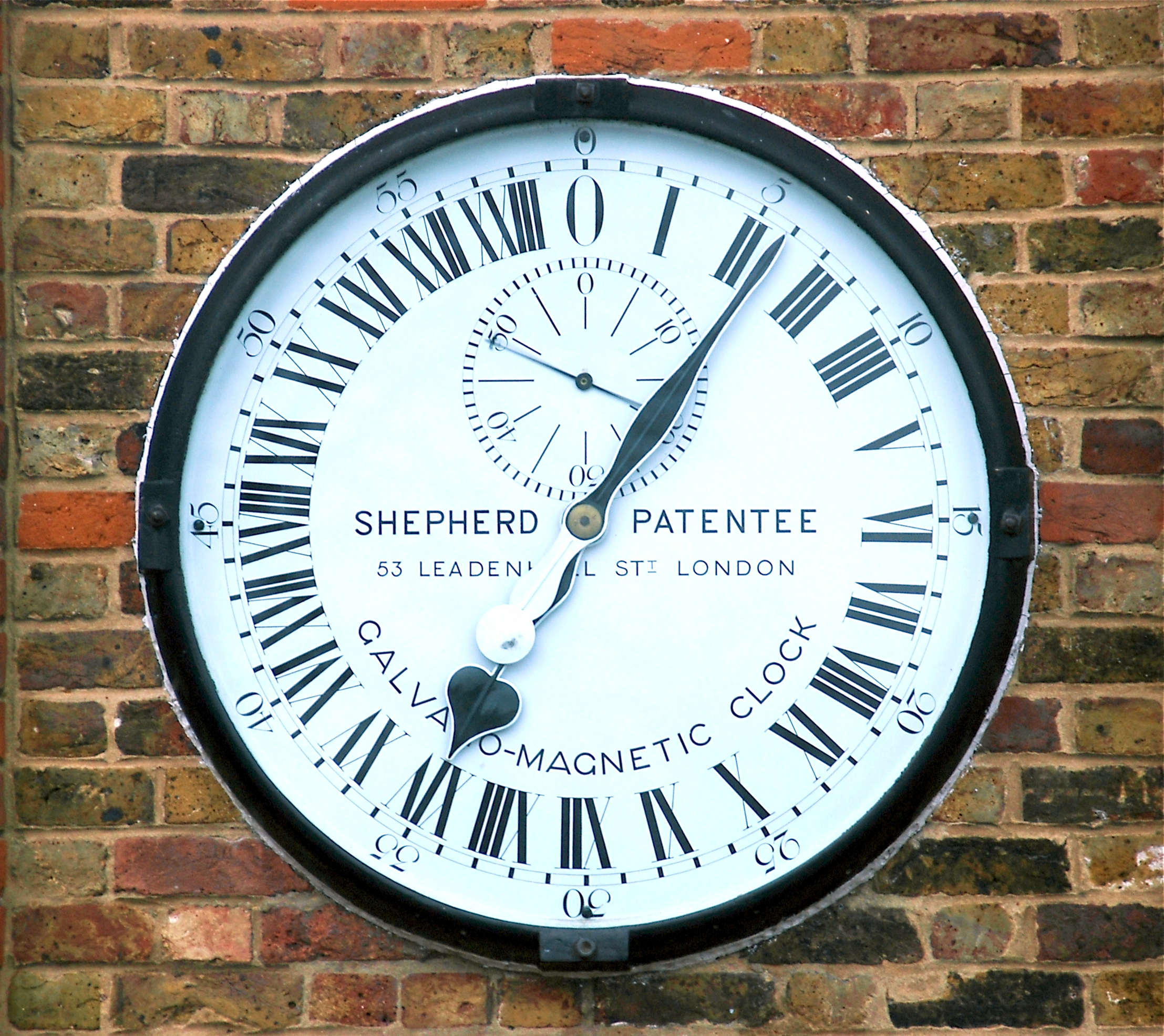
ساعت بیست و چهار ساعته با شماره‌های رومی

این ساعت به منظور نمایش ساعت نقاط مختلف جهان مورد استفاده است و نیز استاندارد جهانی (ISO 8601) به این منظور تدوین شده است.
این نوع ساعت در علم پزشکی به منظور نوشتن گزارش وضعیت بیماران به جهت جلوگیری از ایجاد ابهام مورد استفاده قرار می‌گیرد.
این نوع از اعلام ساعت در ایالات متحده و کانادا به ساعت نظامی و همچنین ساعت نجومی معروف است و تعداد انگشت شماری از کشورهای جهان همچنان از ساعت دوازده ساعته استفاده می‌نمایند.